# Bahwartah
Bahvarta (tiếng tiếng Thổ Nhĩ Kỳ: Bahvarta, tiếng Ả Rập: بحوارتا, đã Latinh hoá: Bāḩwārtā) hoặc Bahwartah (tiếng Ả Rập: بحروتة, đã Latinh hoá: Baḩwartah, cũng đánh vần là Bhorta hoặc Bahirta) là một ngôi làng ở phía bắc tỉnh Aleppo, tây bắc Syria. Nó nằm trên đồng bằng Queiq và ở giữa Sawran và Çobanbey, khoảng 40 kilômét (25 mi) phía đông bắc thành phố Aleppo và 9 km (5,6 mi) phía nam biên giới với tỉnh Kilis của Thổ Nhĩ Kỳ.
Về mặt hành chính, ngôi làng thuộc về Nahiya Akhtarin ở quận A'zaz. Các địa phương lân cận bao gồm Shuwayrin 2 km (1,2 mi) về phía tây bắc và Ziadiyah 4 km (2,5 mi) về phía đông nam. Trong cuộc điều tra dân số năm 2004, Bahwartah có dân số 754. Cư dân của nó chủ yếu là người dân tộc Thổ Nhĩ Kỳ và nguồn gốc.